# Tommy Burns
Pour les articles homonymes, voir Tommy Burns (homonymie) et Burns.
Tommy Burns est un boxeur canadien né le 17 juin 1881 à Hanover (Ontario) et mort le 10 mai 1955 à (Vancouver).
Il a détenu le titre de champion du monde des poids lourds entre 1906 et 1908.

## Carrière

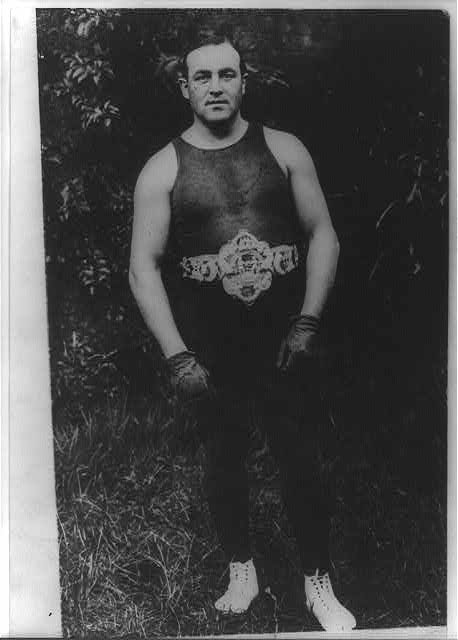
Tommy Burns en 1910

Noah Brusso de son vrai nom est né et a grandi dans la ville ontarienne de Hanover. Il est issu d'une famille de treize enfants. Il voyage jusqu'à Détroit où il commence sa carrière professionnelle en 1902. Brusso prend son nom à consonance irlandaise en 1904.
Mesurant 1,70 m pour un poids de seulement 79 kg, il a été le premier boxeur blanc à accepter un combat de championnat contre un boxeur noir. C'est ainsi que le célèbre et redouté Jack Johnson lui ravit son titre de champion du monde après une défaite aux points le 26 décembre 1908 en Australie, au « Rushcutter's Bay Stadium » de Sydney.

## Distinction
- Tommy Burns est membre de l'International Boxing Hall of Fame depuis 1996[3].